# Kivusångare
Kivusångare (Graueria vittata) är en säregen afrikansk liten tätting som placeras som enda art i släktet Graueria.

## Utseende och läten
Kivusångaren är en 14 cm lång, mörkt olivgrön sångare med ljusbandat ansikte och undersida och en kraftig näbb. Jämfört med zebraprinian (Prinia bairdii) har den mörkt öga, mer diffust bandad undersida, enfärgat brun vinge och kortare stjärt. Lätet är en 1-2 sekunder lång mjukt stigande, grodliknande drill som upprepas var tredje eller fjärde sekund.

## Utbredning och systematik
Kivusångaren förekommer enbart i täta bergsskogar i östra Demokratiska republiken Kongo, sydvästra Uganda och västra Rwanda. Den behandlas som monotypisk, det vill säga att den inte delas in i några underarter.

### Familjetillhörighet
Det har länge funnits delade meningar om vilken familj fågeln tillhör. Tidigare fördes den till den stora, numera uppdelade familjen Sylviidae. Efter att denna delats upp i flera familjer har kivusångaren förts till både cistikolorna i Cisticolidae och familjen afrikanska sångare (Macrosphenidae). De första genetiska studier som omfattar arten visar dock att den är en avlägsen släkting till familjen rörsångare. International Ornithological Congress (IOC) har därför nyligen flyttat den dit och denna linje följs här.

## Levnadssätt
Kivusångaren hittas i snår och klängväxter i bergsskogar på mellan 1600 och 2500 meters höjd. Den rör sig långsamt när den födosöker och håller sig väl dold. Födan består av insekter, bland annat skalbaggar som vivlar men även små myror och fjärilslarver. Fågeln verkar häcka mellan mars och maj i Demokratiska republiken Kongo då de sjunger som mest.

## Status och hot
Arten har ett stort utbredningsområde, men tros minska i antal, dock inte tillräckligt kraftigt för att den ska betraktas som hotad. Internationella naturvårdsunionen IUCN listar arten som livskraftig (LC). Världspopulationen har inte uppskattats men den beskrivs som fåtalig till lokalt vanlig.

## Namn
Artens vetenskapliga släktesnamn hedrar den österrikiske ornitologen Rudolf Grauer (1871-1927), verksam som samlare av specimen i tropiska Afrika 1904-1911. Kivu är ett område i östra delen av Demokratiska Republiken Kongo tillika namnet på en sjö i området, Kivusjön.